# Neiva
Neiva és una ciutat i un municipi colombià, capital del departament de Huila. Aquest municipi està, ubicat entre la serralada central i oriental en una plana sobre el marge oriental del riu Magdalena. La seva extensió territorial és de 1533 km². La seva altura és 442 metres sobre el nivell del mar i la seva temperatura mitjana és de 24 a 33 graus.
Com a capital del departament de Huila acull les seus de la governació, l'assemblea departamental, el tribunal departamental, la fiscalia General, la diòcesi de Neiva, institucions i organismes de l'estat, a més de la seu d'empreses públiques de Neiva.